# Picciano
Picciano község (comune) Olaszország Abruzzo régiójában, Pescara megyében.

## Fekvése
A megye északi részén fekszik. Határai: Collecorvino, Elice, Loreto Aprutino, Penne és Città Sant’Angelo.

## Története
Picciano első említése 1049-ből származik, amikor a pennei grófok birtoka volt. Önálló községgé a 19. század elején vált, amikor a Nápolyi Királyságban felszámolták a feudalizmust.

## Népessége
A népesség számának alakulása:

## Főbb látnivalói
- Santa Maria Assunta-templom – a velencei Redentoréhez hasonló templom
- San Rocco-templom